# 関根久蔵
関根 久蔵（久藏、せきね きゅうぞう、1894年（明治27年）12月20日 - 1969年（昭和44年）3月29日）は、日本の農業経営者、政治家。衆議院議員（2期）、参議院議員（1期）、埼玉県児玉郡金屋村長。

## 経歴
埼玉県児玉郡金屋村（のち児玉郡児玉町、現:本庄市）で生まれる。1913年、群馬県立富岡中学校を卒業し、農業を継いだ。
1920年、金屋村助役に就任し、農業恐慌への対策に取り組む。その後、金屋村信用販売購買組合長、同村産業組合長、同村農業会長、埼玉県信販購利用組合連合会専務理事、同農業会専務理事、同農業共済組合連合会長、同信用農業協同組合連合会長、同養蚕農業協同組合連合会長、全国乾繭組合連合会副会長、全国養蚕農業協同組合連合会長、農林中央金庫評議員などを務めた。
1946年4月、第22回衆議院議員総選挙で埼玉県選挙区から日本進歩党所属で出馬して当選。第23回総選挙（埼玉県第三区）でも当選し、衆議院議員を連続2期務めた。1949年、金屋村長に選出された。1953年4月、第3回参議院議員通常選挙に全国区から自由党所属で出馬して当選したが、栃木県佐野市の投票所で候補者平林剛の所属政党名の誤記があったことにより、1954年9月24日、最高裁判所の上告審判決により佐野市での選挙が無効となり、関根を含めた6名が失格した。そのため、1954年10月17日、佐野市で再選挙が行われ、改めて当選が確定し、参議院議員を1期務めた。この間、民主党総務委員、同政調会農林部会長、同埼玉県支部長、自由民主党総務、参議院農林水産委員長などを務めた。
1965年春の叙勲で勲二等瑞宝章受章。
1969年（昭和44年）3月29日死去、74歳。死没日をもって正四位に叙される。